# Argo (yacht)
Pour les articles homonymes, voir Argo.
Le S/Y Argo est une goélette moderne, à gréement bermudien. C'est un navire-école appartenant à l'organisation de formation à la voile Seamester (en) Global Programs qui opère aussi avec le S/Y Ocean Star.
Son port d'attache actuel est Road Town  sur l'île de Tortola (Îles Vierges britanniques).

## Histoire
Le S/Y Argo a été conçu par l'architecte naval Bill Langan (en). Il s'est inspiré du schooner Black Douglas de 1930, devenu El Boughaz I appartenant au Roi Mohammed VI du Maroc.
Ce projet a été mis en œuvre grâce au succès de la petite goélette Ocean Star construite en 1991. Les travaux se sont achevés en 2006, au chantier naval de Marsun dans la Province de Samut Prakan en Thaïlande.
C'est une goélette à deux mâts à trinquette accueillant 26 étudiants avec 7 membres d'équipage. Les programmes de formation de Seamester Global Programs  se font sous forme de croisière de 90, 60 ou 21 jours au cours de l'été dans l'hémisphère nord.
Il a effectué sa première circumnavigation en 2008. Lors de sa seconde circumnavigation, il a été empêché de passer par le golfe d'Aden à cause de la piraterie au large de la Somalie et du Yémen. Depuis, il continue ses programmes de formation en passant par la route du sud, par Le Cap, l'Île Christmas et Mauricius.